# خانواده اویتز

خواهر و برادر Ovitz

خانواده اویتز خانواده ای از بازیگران/موسیقی دانان یهودی مجارستانی اهل کشور رومانی امروزی بودند که در طول جنگ جهانی دوم از زندان در اردوگاه کار اجباری آشویتس جان سالم به در بردند. بیشتر آنها کوتوله بودند. آنها بزرگ‌ترین خانواده کوتوله‌هایی بودند که تا کنون ثبت شده‌اند و بزرگ‌ترین خانواده ای بودند که وارد آشویتس شدند و سالم ماندند. سن اعضای خانواده دوازده نفره از یک نوزاد ۱۵ ماهه تا یک زن ۵۸ ساله متغیر بودند.

## اصل و نسب
خانواده اویتز اهل استان مارامورش، رومانی هستند. آنها از شیمسون ایزیک اویتز (۱۸۶۸–۱۹۲۳)، یک سرگرم‌کننده، خاخام سرگردان و خود یک کوتوله بودند. وی در مجموع ده فرزند از جمله هفت کوتوله (متولد شده با شبهوکندروپلازی) از دو ازدواج به دنیا آورد.
بچه‌های اولین ازدواج او با برانا فروختر (قد متوسطی داشت)، روزیکا (۱۸۸۶–۱۹۸۴) و فرانزیکا (۱۸۸۹–۱۹۸۰)، هر دو کوتوله بودند. همسر دوم شیمسون، باتیا برتا هوز، با قد متوسط، فرزندان زیر را به دنیا آورد: آورام (۱۹۰۳–۱۹۷۲؛ کوتوله)، فریدا (۱۹۰۵–۱۹۷۵؛ کوتوله)، سارا (۱۹۰۷–۱۹۹۳؛ قد متوسط)، میکی (۱۹۰۹– ۱۹۷۲؛ کوتوله)، لیا (۱۹۱۱–۱۹۸۷؛ قد متوسط)، الیزابت (۱۹۱۴–۱۹۹۲؛ کوتوله)، آری (۱۹۱۷–۱۹۴۴؛ قد متوسط) و پیروسکا (معروف به «پرلا»؛ ۱۹۲۱–۲۰۰۱؛ آدم کوتوله).

## گروه لیلیپوت
بچه‌ها گروه خودشان، گروه لیلیپوت را تأسیس کردند. آنها با استفاده از سازهای کوچک موسیقی می‌خواندند و می‌نواختند و در دهه‌های ۱۹۳۰ و ۱۹۴۰ در سراسر رومانی، مجارستان و چکسلواکی اجرا کردند. اقوام قد بلند پشت صحنه کمک کردند. اویتزها به زبان‌های ییدیش، مجارستانی، رومانیایی، روسی و آلمانی می خواند. زمانی که آنها به تور نمی‌رفتند، در یک خانه مجردی با همسر خود زندگی می‌کردند.
در آغاز جنگ جهانی دوم، ۱۲ نفر از اعضای خانواده وجود داشت که هفت نفر از آنها کوتوله بودند. وقتی مجارستان در سپتامبر ۱۹۴۰ شمال ترانسیلوانیا را تصرف کرد، قوانین جدید نژادی هنرمندان یهودی را از سرگرمی غیر یهودیان منع کرد. اگرچه اوتیزها یهودیان مراقب بودند، اما آنها مقالاتی دریافت کردند که از یهودی بودن آنها غافل شده بود و تا سال ۱۹۴۴ به تورهای خود ادامه دادند. در ۱۲ مه ۱۹۴۴، هر دوازده نفر از اعضای خانواده به آشویتس تبعید شدند. یک برادر متوسط، آری، از دور فرار کرد، اما بعداً دستگیر شد و در سال ۱۹۴۴ اعدام شد.

## آشویتس
هنگامی که در اردوگاه بود، اویتز توجه پزشک اردوگاه آلمانی یوزف منگله (معروف به فرشته مرگ) را جلب کردند که برای آزمایش‌های شبه علمی در مورد وراثت کنجکاوی جمع‌آوری کرد. او اویتز را از بقیه زندانیان اردوگاه جدا کرد تا آنها را به مجموعه آزمودنی‌های خود اضافه کند. او در مورد این واقعیت که خانواده شامل کوتوله‌ها و اعضای بلند قد بود، کنجکاو بود. یازده زندانی دیگر ادعا کردند که خویشاوندان آنها هستند و منگل همه آنها را بر این اساس نقل مکان کرد.
منگله ترتیب داد که برای آنها اتاقهای مخصوص زندگی ساخته شود تا بتوان آنها را تحت نظر داشت. برای حفظ سلامت آنها در آزمایش‌های انسانی خود، او شرایط زندگی بهداشتی تر، غذای بهتر و ملافه‌های مخصوص خود را ترتیب داد. منگله به آنها اجازه داد لباس خود را نگه دارند و اعضای بلندتر گروه را مجبور کرد که کوتوله‌ها را به محل آزمایش ببرند. خانواده گفته شد که آنها باید برای نگهبانان SS در غذاخوری بزرگ خود نمایش بگذارند. وقتی به منگله رسیدند مجبور شد آنها را در بیاورند در حالی که او در مورد ایده‌های خود در مورد ژنتیک صحبت می‌کرد.
اویتزها - مانند بسیاری از دیگر زندانیان اردوگاه - تحت آزمایش‌های مختلف قرار گرفتند. پزشکان منگل مغز استخوان را استخراج کردند و دندان‌ها و موها را بیرون کشیدند تا علائم بیماری ارثی را پیدا کنند. آنها آب سرد و گرم را در گوش خود ریختند و آنها را با قطره‌های شیمیایی کور کردند. زایمان زنان متأهل بازرسی.
شیمشون اویتز، هجده‌ماهه، بدترین سختی‌ها را متحمل شد زیرا والدین بلندتری داشت و زودرس به دنیا آمد. منگله خون را از رگهای پشت گوش و انگشتانش به صورت روزانه می‌گرفت و اغلب باعث ضعف می‌شد. اویتزها همچنین شاهد کشته شدن و جوشاندن دو کوتوله تازه‌وارد بود تا استخوان‌های آنها در موزه ای نمایش داده شود. منگل همچنین از آنها فیلم گرفت. این فیلم پس از جنگ یافت نشد و احتمال دارد که او هنگام فرار آن را نگه داشته باشد.
آنها انتظار داشتند که پس از اتمام آزمایش‌های منگل کشته شود، اما آنها تا ۲۷ ژانویه ۱۹۴۵زنده ماندند تا ارتش سرخ آنها را به اتحاد جماهیر شوروی ببرد و قبل از آزادی مدتی در اردوگاه پناهندگان زندگی کردند.
اگر من یک دختر یهودی سالم، ۱ متر ۷۰ قد بودم، مانند صدها هزار یهودی دیگر در کشورم با گاز خفه شده بودم؛ بنابراین اگر تا به حال به این فکر می‌کردم که چرا یک کوتوله متولد شده‌ام، پاسخ من این است که معلولیت من، بدشکلی من، تنها راه خدا برای زنده نگه داشتن من است. پرلا اویتز، قول‌ها:کوتوله‌های آشویتش

## عواقب بعد
اویتزها هفت ماه پیاده به روستای محل زندگی خود رفتند. آنها خانه خود را غارت شده و نقل مکان کردند، ابتدا به شهر سیگتو مرمتسیه و بعداً به بلژیک رفتند. در ماه مه ۱۹۴۹، آنها به اسرائیل مهاجرت کردند، در حیفا مستقر شدند و دوباره تورهای خود را آغاز کردند و کاملاً موفق بودند و سالن‌های بزرگ کنسرت را دربر گرفتند. در سال ۱۹۵۵ آنها بازنشسته شدند و یک سالن سالن سینما خریدند.
فرزندان کوتوله خانواده بلندتر به دنیا آمدند. زنان به دلیل لگن کوچک خود باردار نشدند. روزیکا اویتز، اولین فرزند کوتوله‌ها، در سال ۱۹۸۴ در ۹۸ سالگی درگذشت. پرلا اویتز، آخرین بازمانده کوتوله بزرگسال خانواده، در سال ۲۰۰۱ درگذشت.

## رسانه‌ها
در مارس ۲۰۱۳، وارویک دیویس یک قسمت از مجموعه آی تی وی Perspectives را با عنوان "Warwick Davis - The Seven Dwarfs of Auschwitz" ارائه کرد. او داستان خانواده اویتز را مورد بررسی قرار داد، از جمله مصاحبه ای که با پرلا اوویتز در سال ۱۹۹۹ ضبط شد و نحوه زنده ماندن آنها از اردوگاه کار اجباری نازی‌ها در آشویتس و منگله را بازگو کرد. مصاحبه از فیلم برگرفته از یک مستند، لیبی پرلا (به آلمانی "پرلا عزیز") است.
داستانی از خانواده و سینمای حیفا که آنها اجرا می‌کردند در فیلم اسرائیلی خواستگار در سال ۲۰۱۰ به نمایش درآمده است.

## انتشارات
- , Koren, Yehuda; Negev, Eilat (2004). Giants: the Dwarfs of Auschwitz: The Extraordinary Story of the Lilliput Troupe. New York: Carroll & Graf. ISBN 0-7867-1555-3.